# Třetí Ženevská úmluva
Třetí Ženevská úmluva, celým názvem Ženevská úmluva o zacházení s válečnými zajatci je jedna ze čtyř Ženevských úmluv.
Tato třetí ženevská úmluva z roku 1929 byla revidována na konferenci v Ženevě 12. srpna roku 1949, především z důvodů změn, ke kterým došlo v průběhu války a jejích následků jakož i životních podmínek obyvatel.
Ženevské úmluvy platí ve všech případech deklarované války nebo v jakémkoli jiném ozbrojeném konfliktu mezi národy. Platí také v případech, kdy je národ částečně nebo úplně obsazen vojáky jiného národa, a to i v případě, že neexistuje ozbrojený odpor vůči tomuto povolání. Národní státy, které ratifikují Ženevské úmluvy, musí dodržovat určité humanitární zásady a uvalit právní sankce proti těm, kdo je porušují.
Je důležité poznamenat, že Třetí Ženevská úmluva se nevztahuje na všechny osoby zasažené ozbrojenými konflikty. Chrání pouze válečné zajatce, což jsou osoby, které byly zajaty nepřátelskou stranou během ozbrojeného konfliktu. Jiné osoby zasažené ozbrojenými konflikty, jako jsou civilisté a kombatanti, kteří nejsou členy ozbrojených sil, jsou chráněny jinými ustanoveními mezinárodního humanitárního práva (např. Modré přilby OSN)

## Obsah
Úmluva má 143 článků na rozdíl od úmluvy z roku 1929, která jich měla pouze 97.
- Preambule
- Část I - Všeobecná ustanovení
- Část II - Všeobecná ochrana válečných zajatců
- Část III - Zajetí
- Část IV - Konec zajetí
- Část V - Informační kancelář a pomocné společnosti pro válečné zajatce
- Část VI - Provádění úmluvy[2]

Zkušenosti ukázaly, že každodenní život vězňů závisel právě na výkladu obecných předpisů. V důsledku toho, některé předpisy dostaly jasnější formu, která chyběla v předcházejících předpisech. Vzhledem k tomu, text úmluvy je zveřejněn ve všech zajateckých táborech (viz článek 41), musí být srozumitelný nejen pro vrchní orgány, ale také běžnému čtenáři a to kdykoliv. Podmínky a místa zajetí byly přesněji definovány, a to zejména s ohledem na práci válečných zajatců, jejich finančních zdrojů, úlevy, které dostávají a soudních řízeních vedených proti nim. Úmluva stanoví zásadu, že zajatci jsou uvolněny a repatriováni neprodleně po skončení aktivního nepřátelství (článek 118)

## Základní principy a články úmluvy
Počátek a konec používání úmluvy (Článek 5) - Tato úmluva se vztahuje na osoby uvedené v článku 4 - válečné zajatce od doby, kdy upadly do moci nepřítele, až do jejich konečného propuštění a repatriace.
Lidské zacházení s válečnými zajatci (Článek 13) - Je nutno aby s válečnými zajatci bylo nakládáno lidsky, a aby byli léčeni humánně.
Válečný zajatec nesmí být podroben tělesnému zmrzačení nebo lékařskému či vědeckému pokusu jakéhokoli druhu, který není odůvodněn lékařským ošetřováním dotčeného zajatce a který není v jeho prospěch.
Váleční zajatci musí být vždy chráněni před násilným činem nebo zastrašováním, před urážkami a před zvědavostí obecenstva. Represálie jsou proti válečným zajatcům zakázány.
Zaopatření a ošetřování válečných zajatců (Článek 15) - Mocnost, v jejíž moci jsou váleční zajatci, je povinna postarat se zdarma o jejich zaopatření a poskytnout jim zdarma lékařské ošetření, kterého vyžaduje jejich zdravotní stav.
Výkon náboženství (Článek 34)- Válečným zajatcům bude ponechána veškerá volnost v jejich náboženství, musí ale dbát běžných disciplinárních opatření vydaných vojenskými úřady.
Vyvěšení textu úmluvy a zvláštních dohod v táboře. Vyvěšování nařízení, rozkazů, upozornění a vyhlášek (Článek 41) - V každém táboře budiž vyvěšen text této úmluvy, jejích příloh a obsah všech dohod, které má na zřeteli článek 6., v jazyce válečných zajatců na místech, kde si je všichni mohou přečíst. Zajatcům, kteří nemají možnost obeznámit se s vyvěšeným textem, bude tento na jejich žádost sdělen. Nařízení, rozkazy, upozornění a vyhlášky všeho druhu týkající se chování válečných zajatců, budou jim sdělovány v jazyce, jemuž rozumějí. Všechny rozkazy a povely, vydávané jednotlivě válečným zajatcům, buďte rovněž vydávány v jazyce, kterému rozumějí.
Zásada „Trestný čin může být trestán jen jednou“ (Článek 86) - Válečný zajatec může být trestán pouze jednou za tentýž čin nebo z téhož žalobního důvodu.
Propuštění válečných zajatců na svobodu a jejich repatriace (Článek 118) - Váleční zajatci budou propuštěni a repatriováni neprodleně po skončení aktivního nepřátelství.
Není-li ustanovení k tomu cíli v nějaké úmluvě uzavřené mezi stranami v konfliktu za účelem skončení nepřátelství nebo nebyla-li taková dohoda uzavřena, každá z mocností, v jejíž moci jsou zajatci, nechť vypracuje sama a neprodleně provede repatriační plán odpovídající zásadě vyslovené v předchozím odstavci. V obou případech bude oznámeno válečným zajatcům, jaká opatření byla učiněna.

## Zásady aplikace
Třetí Ženevská úmluva jakožto i ostatní Ženevské úmluvy spolu s dodatkovými protokoly, dodržují jisté obecné zásady pro jejich aplikaci.
- Úmluva musí být dodržována za všech okolností i v případě, že protivník by ji porušoval.
- Úmluvu lze aplikovat nezávisle na tom, zda se strany konfliktu navzájem právně uznávají a zda strany konfliktu uznávají válečný stav.
- Při aplikaci úmluvy nelze činit žádných nepříznivých rozdílů (rasových, náboženských apod.).
- Úmluva se zakládá na osobní odpovědnosti každého příslušníka smluvní strany.
- Dle úmluvy žádná strana nemůže sebe ani jinou stranu zprostit práv a povinností.
- Zříci se plně či jen zčásti práv plynoucích z úmluvy je pro osoby nemožné.[4]

Mezinárodnímu výboru Červeného kříže jsou udělena zvláštní práva k provádění humanitárních aktivit ve prospěch válečných zajatců. MVČK nebo jiné nestranné humanitární pomocné organizace pověřené stranami v konfliktu musí mít možnost navštívit vězně soukromě, prověřit podmínky uvěznění, aby bylo zajištěno plnění norem konvencí a distribuovat prostředky na pomoc.

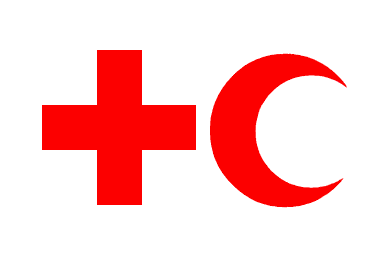
Červený kříž a červený půlměsíc

## Dopady 3. Ženevské Úmluvy
1. Zavedení standardů pro humánní zacházení: Úmluva stanovila minimální standardy pro zacházení s válečnými zajatci, čímž zaručila, že s nimi bude zacházeno důstojně a s respektem k jejich lidské důstojnosti. To znamenalo konec mnoha nelidských praktik, které byly běžné v minulých válkách.
2. Vytvoření systému ochranných mocností: Úmluva zavedla systém ochranných mocností, které jsou neutrální strany odpovědné za monitorování zacházení s válečnými zajatci a zajišťování dodržování úmluvy. To pomohlo zajistit, že s válečnými zajatci nebude zacházeno špatně a že jejich práva budou respektována.
3. Posílení mezinárodního dohledu: Úmluva vedla k posílení mezinárodního dohledu nad dodržováním humanitárního práva. To pomohlo odradit od porušování úmluvy a zajistit, že státy budou zodpovědné za své činy.
4. Inspirace pro další právní nástroje: Třetí Ženevská úmluva inspirovala vývoj dalších mezinárodních nástrojů pro ochranu obětí ozbrojených konfliktů, včetně Dodatkových protokolů k Ženevským úmluvám a Úmluvy proti mučení a jinému krutému, nelidskému nebo ponižujícímu zacházení nebo trestání. Dále také i spoustu předpisů v rámci vnitrostátní sekce.
Kromě těchto obecných dopadů měla Třetí Ženevská úmluva také konkrétní dopady na životy jednotlivých válečných zajatců. Zajistila jim, že s nimi bude zacházeno spravedlivě a s důstojností, a že budou mít přístup k základním potřebám, jako je jídlo, voda a lékařská péče. Úmluva jim také pomohla udržet kontakt s jejich rodinami a zajistila, že budou po propuštění repatriováni.

## Symbol ochrany
Podle Ženevských konvencí jsou tři výrazné znaky červeného kříže, červeného půlměsíce a červeného krystalu určeny k identifikaci a ochraně lékařských a pomocných pracovníků, vojenských a civilních zdravotnických zařízení, mobilních jednotek a nemocničních lodí během ozbrojeného konfliktu. Obecněji se tyto emblémy používají také k identifikaci programů a činností národních společností Červeného kříže a Červeného půlměsíce. Rozsáhlé porozumění a přijetí těchto humanitárních symbolů je zásadní pro záchranu životů a zmírnění utrpení.